# Маккриди, Майк
Майк Маккриди (род. 5 апреля 1966 года, Пенсакола, Флорида, США) — американский музыкант, гитарист рок-группы Pearl Jam.
Майк Маккриди родился 5 апреля 1966 года в Пенсаколе, штат Флорида. Семья Майка переехала в Сиэтл вскоре после его рождения. С самого детства Майка привлекала игра Эйса Фрейли из Kiss и Джо Перри из Aerosmith, поэтому родители купили ему первую гитару ещё в одиннадцатилетнем возрасте.
К восьмому классу Маккриди уже входил в состав группы "Shadow", игравшей набиравший популярность в то время поп-метал, яркими образцами которого были Van Halen и Def Leppard. Группа отправилась в Лос-Анджелес, чтобы попытаться подписать контракт на запись альбома, но вернулась в Сиэтл ни с чем. Неудача сильно огорчила Маккриди, он забросил гитару, постригся и вернулся к учёбе в колледже. В конце концов Майк вернулся к игре на гитаре, увлёкся блюзовым звучанием Стиви Рэй Вона и присоединился к местной группе Love Chile. Участие в новом коллективе оказалось недолгим: группа распалась после всего нескольких концертов.
Общий друг познакомил Маккриди с гитаристом группы Mother Love Bone Стоуном Госсардом. Они немного поиграли вместе, и Госсард остался впечатлён талантом Маккриди. Вскоре Mother Love Bone распались, так как вокалист Эндрю Вуд погиб. Через несколько месяцев Госсард позвонил Маккриди и предложил поиграть вместе. К ним присоединился ещё один бывший участник Mother Love Bone басист Джефф Амент, а также уроженец Сан-Диего вокалист Эдди Веддер. В конце 1990 года они основали группу Pearl Jam. Помимо этого, Маккриди принял участие в группе Криса Корнелла Temple of the Dog, созданной в память о Вуде. Дебютный альбом Temple of the Dog вышел летом 1991 года, а через несколько месяцев вышел и первый альбом Pearl Jam Ten. Дебютный альбом Pearl Jam попал на вершины хит-парадов, группа приняла участие в фестивале Lollapalooza II и стала считаться одной из наиболее популярных рок-команд. Успех подкрепили вышедшие в 90-х альбомы Vs. (1993), Vitalogy (1994), No Code (1996), Yield (1998), а также релиз группы 2000 года — Binaural.
Помимо участия в составе Pearl Jam, Маккриди сотрудничал с рядом других групп и музыкантов в качестве приглашённого гостя. В 1995 году Маккриди основал группу Mad Season совместно с вокалистом группы Alice in Chains Лейном Стэйли и выпустил дебютный альбом Above (1995). Гитару Маккриди можно также услышать в релизах следующих исполнителей: Brad (Interiors), Марк Эйцел (West), Screaming Trees (Dust), Tuatara (Breaking the Ethers), Нил Янг (Mirror Ball). Кроме того, Майк Маккриди выпустил примечательную кавер-версию композиции Джими Хендрикса «Hey Baby» для трибьют-альбома Stone Free.
В рецензии на одноимённый альбом Pearl Jam 2006 года редактор журнала Rolling Stone Дэвид Фрике отметил, что гитаристы Pearl Jam Майк Маккриди и Стоун Госсард были по ошибке исключены из публикации 2003 года «100 величайших гитаристов всех времен». В феврале 2007 года они были совместно включены Rolling Stone в список «Топ-20 новых гитарных богов» под названием «Четверорукий монстр».